# Cucullanellus carangis
Cucullanellus carangis är en rundmaskart. Cucullanellus carangis ingår i släktet Cucullanellus och familjen Cucullanidae. Inga underarter finns listade i Catalogue of Life.